# Старая Малукса
Ста́рая Ма́лукса — посёлок во Мгинском городском поселении Кировского района Ленинградской области.

## История
С 1917 по 1923 год деревня Старая Малукса входила в состав Лодвинского сельсовета Поречской волости Шлиссельбургского уезда.
С 1923 года в составе Виняголовского сельсовета Путиловской волости Ленинградского уезда.
С 1924 года вновь в составе Лодвинского сельсовета.
Согласно данным переписи населения СССР 1926 года в деревне Малокса проживали 94 человека — все русские.
С февраля 1927 года в составе Мгинской волости. С августа 1927 года в составе Мгинского района.
С 1928 года в составе Берёзовского сельсовета.
По данным 1933 года в состав Берёзовского сельсовета Мгинского района входила единая деревня Малукса.

План деревни Старая Малукса. 1937 год

Согласно топографической карте 1937 года деревня Малукса насчитывала 7 дворов. В ней была школа, к северу от станции Старая Малукса находился песчаный карьер.
Деревня находилась в оккупации. Была освобождена от немецко-фашистских оккупантов 22 января 1944 года.
В 1958 году население деревни Старая Малукса составляло 621 человек.
С 1960 года в составе Тосненского района.
По данным 1966 и 1973 годов посёлок Старая Малукса входил в состав Берёзовского сельсовета Тосненского района.
По данным 1990 года посёлок Старая Малукса являлся административным центром Берёзовского сельсовета Кировского района.
В 1997 году в посёлке Старая Малукса, административном центре Берёзовской волости проживали 902 человека, в 2002 году — 859 человек (из них русские — 87 %).
В 2007 году в посёлке Старая Малукса Мгинского городского поселения — 915 человек.

## География
Посёлок расположен в южной части района на автодороге 41К-124 (Петрово — ст. Малукса), к юго-востоку от центра поселения, посёлка Мга.
Расстояние до административного центра поселения — 39 км.
Через посёлок проходит железнодорожная линия Мга — Будогощь. В посёлке находится остановочная платформа Старая Малукса.
К востоку от посёлка находится болото Малуксинский мох.

## Демография
| 2007 | 2010 | 2017 |
| ---- | ---- | ---- |
| 915  | ↘885 | ↗892 |

## Улицы
Берёзовая, Боровая, Вокзальная, Грибной переулок, Карьерная, Клубная, Лодвинский проезд, Новосёлов, Первомайская, Песочная, Удачная.